# Ivan Gotti
Ivan Gotti, född 28 mars 1969 i San Pellegrino Terme, Bergamo, Lombardiet, är en italiensk före detta professionell tävlingscyklist och tvåfaldig segrare av Giro d'Italia.

## Karriär
Ivan Gottis genombrottsår var 1995 då han bar den gula ledartröjan i Tour de France under två etapper och slutade på femte plats i sammandraget, 11 minuter och 33 sekunder bakom segraren Miguel Indurain. Året efter, 1996, vann han en etapp och slutade på femte plats i Giro d'Italia, 3 minuter och 36 sekunder bakom segraren Pavel Tonkov.
Under 1997 års Giro d'Italia tog Gotti över den rosa ledartröjan, maglia rosa, från Pavel Tonkov då han vann den 240 kilometer långa fjortonde etappen mellan Racconigi och Breuil-Cervinia. Gotti höll sedan ledningen till slutmålet i Milano och vann tävlingen med 1 minut och 27 sekunder till godo på Tonkov.
1999 segrade Gotti åter igen i Giro d'Italia, dock inte utan viss uppståndelse runt omkring. Den regerande mästaren från 1998 Marco Pantani hade dominerat tävlingen och vunnit fyra etapper, bland annat etapp 20 upp till skidorten Madonna di Campiglio. Pantani, som hade en betryggande ledning, tilläts dock inte starta etapp 21 på grund av att hans hematokritnivå översteg tillåtna 50%. Detta öppnade upp för Gotti som kunde utmanövrera enda hotet Paolo Savoldelli på etapp 21 mellan Madonna di Campiglio och Aprica. Gotti segrade med 3 minuter och 35 sekunder till godo på Savoldelli i sammandraget, dock utan att vinna någon etapp under tävlingen.

## Meriter
Giro d'Italia
 Totalseger – 1997, 1999
2 etapper
Tour de France
Etapp 3, en lagtempoetapp, 1995 med Gewiss-Ballan tillsammans med stallkamraterna Jevgenij Berzin, Guido Bontempi, Dario Bottaro, Bruno Cenghialta, Gabriele Colombo, Francesco Frattini, Bjarne Riis och Alberto Volpi. Bar den gula ledartröjan på etapp 4 och 5.

### Resultat i Grand Tours
| Grand Tour      | 1992 | 1993 | 1994 | 1995 | 1996 | 1997 | 1998 | 1999 | 2000 | 2001 | 2002 |
| --------------- | ---- | ---- | ---- | ---- | ---- | ---- | ---- | ---- | ---- | ---- | ---- |
| Giro d'Italia   | 23   | -    | 16   | -    | 5    | 1    | X    | 1    | 19   | 7    | 13   |
| Tour de France  | -    | -    | -    | 5    | X    | X    | -    | X    | -    | -    | 23   |
| Vuelta a España | -    | -    | -    | -    | -    | -    | -    | -    | X    | X    | -    |

X = Bröt loppet

## Stall
- Gatorade 1991–1993
- Polti 1994
- Gewiss-Ballan 1995–1996
- Saeco 1997–1998
- Polti 1999–2000
- Alessio 2001–2002